# Horus granulatus
Espèce
Synonymes
- Garypinus obscurus granulatus Ellingsen, 1912

Horus granulatus est une espèce de pseudoscorpions de la famille des Olpiidae.

## Distribution
Cette espèce se rencontre en Afrique du Sud, en Namibie et au Zimbabwe.

## Description
Le mâle décrit par Beier en 1964 mesure 3,5 mm et la femelle 4,3 mm.

## Systématique et taxinomie
Cette espèce a été décrite sous le protonyme Garypinus obscurus granulatus par Ellingsen en 1912. Elle est élevée au rang d'espèce et placée dans le genre Horus par Chamberlin en 1930.

## Publication originale
- Ellingsen, 1912 : The pseudoscorpions of South Africa, based on the collections of the South African Museum, Cape Town. Annals of the South African Museum, vol. 10, p. 75-128 (texte intégral).